# Black (cantant)
Colin Vearncombe, més conegut com a Black (Liverpool, Anglaterra, 26 de maig de 1962 - Cork, Irlanda, 26 de gener de 2016) va ser un cantant i compositor anglès, que va gaudir d'un gran èxit comercial a finals dels 1980. William Ruhlmann d'Allmusic va descriure Vearncombe com un "cantant / compositor amb una veu fumejant, amb cançons sofisticades de jazz-pop i un registre vocal que el situen entre Bryan Ferry i Morrissey".

## Carrera

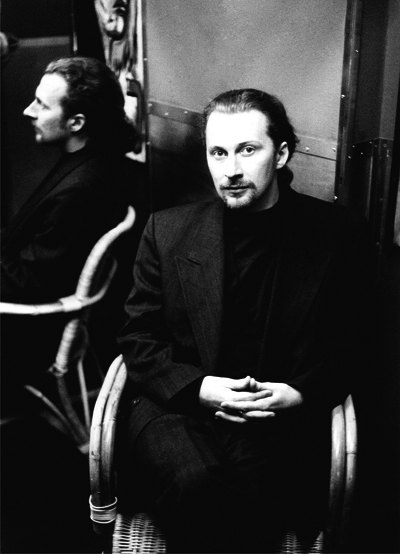
Black en els 1990s

El seu debut discogràfic va ser "Human Features" a Rox Records el 1981. En aquell moment, Black estava format per Vearncombe, el baixista Dane Goulding (exmembre de Blazetroopers) i un altre amic de l'escola a la bateria. Un any després publicà a una altra discogràfica independent el senzill "More than the Sun"; aleshores Black va conèixer el teclista Dave "Dix" Dickie, que passà a ser el seu nou col·laborador musical. Reconstituït com a duet, el grup Black signà un nou contracte amb WEA Records.
El 1982, Black van fer de teloners dels Thompson Twins durant la gira de presentació de l'àlbum "Quick Step and Side Kick" i col·laborà amb el grup Wah! en una altra gira pel Regne Unit. La combinació sonora de sintetitzadors, guitarres, percussions i magnetòfons de bobina els va fer destacar.
Quan Black signà amb la discogràfica WEA el 1984, Black tornava a ser el projecte en solitari de Vearncombe, sense Dickie. El següent senzill va ser "Hey Presto" (1984), que li atorgà un cert reconeixement fora del Regne Unit: el vídeo de la cançó va aparèixer al canal de música via satèl·lit Music Box, i el senzill va ser promocionat a Austràlia. El següent material amb WEA va ser una nova versió de "More than the Sun", després de la qual la discogràfica donà Black de baixa i els eliminà del catàleg.
1985 va ser un any difícil per a Vearncombe; com a resposta, va compondre una cançó irònica en to menor anomenada "Wonderful Life". En un primer moment va ser editada de forma independent a través d'Ugly Man Records. El tema va donar fama a Vearncombe, que signà un nou contracte amb A&M Records que impulsà la seva carrera internacionalment. Al principi, el senzill "Everything's Coming Up Roses" no va ser un èxit destacable, però el següent ("Sweetest Smile") entrà al Top 10 del Regne Unit. El tercer senzill, una nova versió de "Wonderful Life", va ser un gran èxit a tot el món. L'àlbum amb el mateix nom va aparèixer el 1987 i també va tenir un èxit similar, amb elogis de públic i crítica.
L'èxit continuà amb l'aparició dels dos següents àlbums de Black, Comedy (1988) i Black (1991); en total, les vendes d'aquests tres primers àlbums superen els dos milions d'exemplars. Mentrestant, Vearncombe es va casar amb la cantant sueca Camilla Griehsel, anteriorment a la banda One 2 Many. Desil·lusionat per haver de tractar amb una gran discogràfica, Vearncombe fundà el segell independent Nero Schwarz (que és la paraula "negre" en italià i alemany, respectivament), amb què publicà l'àlbum Are We Having Fun Yet? (1993).
Després d'una perllongada absència, Vearncombe tornà a l'activitat el 1999 per llançar una sèrie d'enregistraments amb el seu propi nom, però recuperà el seu àlter ego "Black" per publicar un nou disc anomenat Between Two Churches. En aquest disc s'inclou la cançó "Are you having a wonderful life?", on reflexiona irònicament sobre l'èxit del seu tema estrella "Wonderful life".
El 2009 publicà dos àlbums més, The Given (presentat el 4 de juliol, inicialment disponible per descarregar gratuïtament sota el nom Vearncombe) i Water On Stone el 17 de novembre, el primer àlbum d'estudi de Black en quatre anys. El setembre de 2011, l'àlbum Any Colour You Like va ser publicat a través de la seva pàgina web.
A l'abril de 2014, va començar un pledge fund o fons compromès (a través de la plataforma de micromecenatge especialitzada en música PledgeMusic) per a un nou àlbum. Aquesta va ser la primera vegada que va participar en un projecte cofinançat. L'èxit del projecte —que va superar amb escreix els seus objectius de finançament— el va sorprendre i va agrair-ho públicament a través d'actualitzacions del vídeo del web PledgeMusic. La seva experiència amb el procés també va contribuir al nom de l'àlbum: Blind Faith. L'àlbum va ser llançat el 13 d'abril del 2015.
El novembre de 2015 enregistrà una versió en català del seu gran èxit Wonderful Life (amb el títol "Viure és tan meravellós") per a recollir fons per a la investigació mèdica dins La Marató de TV3. Vearncombe va cantar també en directe durant el programa aquesta versió en català.
El 12 de gener de 2016, va tenir un greu accident de cotxe a Irlanda. Va ser hospitalitzat i després de dues setmanes en coma induït i amb greus lesions al cap, va morir el 26 de gener de 2016.

## Àlbums
| Any  | Nom d'àlbum                            | Sota el nom      | Segell                                  | UK Albums Chart | Vendes de WW mil. |  |
| ---- | -------------------------------------- | ---------------- | --------------------------------------- | --------------- | ----------------- |  |
| 1987 | Wonderful Life                         | Black            | A&M Records                             | No. 3           | 1.5               |  |
| 1988 | Comedy                                 | Black            | A&M Records                             | No. 32          | 0.5               |  |
| 1991 | Black                                  | Black            | A&M Records                             | No. 42          | 0.2               |  |
| 1993 | Are We Having Fun Yet?                 | Black            | Nero Schwarz Records & Various          |                 |                   |  |
| 1999 | The Accused                            | Colin Vearncombe | Nero Schwarz Records & East Central One |                 |                   |  |
| 1999 | Abbey Road Live                        | Colin Vearncombe | Nero Schwarz Records                    |                 |                   |  |
| 2000 | Water On Snow                          | Colin Vearncombe | Nero Schwarz Records                    |                 |                   |  |
| 2001 | Live At The Bassline                   | Colin Vearncombe | Nero Schwarz Records                    |                 |                   |  |
| 2002 | Smoke Up Close                         | Colin Vearncombe | Nero Schwarz Records                    |                 |                   |  |
| 2005 | Between Two Churches                   | Black            | Nero Schwarz Records                    |                 |                   |  |
| 2009 | The Given                              | Colin Vearncombe | Nero Schwarz Records                    |                 |                   |  |
| 2009 | Water On Stone                         | Black            | Nero Schwarz Records                    |                 |                   |  |
| 2013 | Wonderful Life (Expanded & Remastered) | Black            | A&M Records                             |                 |                   |  |
| 2015 | Blind Faith                            | Black            | Nero Schwarz Records                    |                 |                   |  |

## Senzills
| Any                                                                       | Senzill                                   | Posició més alta | Posició més alta | Posició més alta | Posició més alta | Posició més alta | Posició més alta | Posició més alta | Posició més alta | Posició més alta | Posició més alta | Posició més alta | Àlbum                  |
| Any                                                                       | Senzill                                   | Regne Unit       | IRA              | FRA              | ITA              | NED              | BEL (FLA)        | GER              | AUT              | SWI              | AUS              | NZ               | Àlbum                  |
| ------------------------------------------------------------------------- | ----------------------------------------- | ---------------- | ---------------- | ---------------- | ---------------- | ---------------- | ---------------- | ---------------- | ---------------- | ---------------- | ---------------- | ---------------- | ---------------------- |
| 1981                                                                      | "Human Features"                          | —                | —                | —                | —                | —                | —                | —                | —                | —                | —                | —                | només senzills         |
| 1982                                                                      | "More Than The Sun"                       | —                | —                | —                | —                | —                | —                | —                | —                | —                | —                | —                | només senzills         |
| 1984                                                                      | "Hey Presto"                              | —                | —                | —                | —                | —                | —                | —                | —                | —                | —                | —                | només senzills         |
| 1984                                                                      | "More Than The Sun" (WEA)                 | —                | —                | —                | —                | —                | —                | —                | —                | —                | —                | —                | només senzills         |
| 1986                                                                      | "Wonderful Life"                          | 72               | —                | —                | —                | —                | —                | —                | —                | —                | —                | —                | Wonderful Life         |
| 1987                                                                      | "Everything's Coming Up Roses"            | 76               | —                | —                | —                | —                | —                | —                | —                | —                | —                | —                | Wonderful Life         |
| 1987                                                                      | "Sweetest Smile"                          | 8                | 8                | —                | —                | 40               | —                | —                | —                | —                | 87               | 41               | Wonderful Life         |
| 1987                                                                      | "Wonderful Life" (re-recording)           | 8                | 7                | 2                | 9                | 10               | 6                | 2                | 1                | 2                | —                | —                | Wonderful Life         |
| 1987                                                                      | "I'm Not Afraid"                          | 78               | —                | —                | —                | —                | —                | —                | —                | —                | —                | —                | Wonderful Life         |
| 1988                                                                      | "Paradise"                                | 38               | —                | —                | —                | —                | —                | —                | —                | —                | —                | —                | Wonderful Life         |
| 1988                                                                      | "Everything's Coming Up Roses" (GER only) | —                | —                | —                | —                | —                | —                | 11               | 8                | —                | —                | —                | Wonderful Life         |
| 1988                                                                      | "Sweetest Smile" (només FRA)              | —                | —                | 38               | —                | —                | —                | —                | —                | —                | —                | —                | Wonderful Life         |
| 1988                                                                      | "Wonderful Life" (només AUS)              | —                | —                | —                | —                | —                | —                | —                | —                | —                | 7                | —                | Wonderful Life         |
| 1988                                                                      | "The Big One"                             | 54               | —                | —                | 23               | —                | —                | 43               | —                | —                | —                | —                | Comedy                 |
| 1988                                                                      | "You're A Big Girl Now"                   | 86               | —                | —                | —                | —                | —                | —                | —                | —                | —                | —                | Comedy                 |
| 1989                                                                      | "Now You're Gone"                         | 66               | —                | —                | —                | —                | —                | —                | —                | —                | —                | —                | Comedy                 |
| 1989                                                                      | "I Can Laugh About It Now" (només SPA)    | —                | —                | —                | —                | —                | —                | —                | —                | —                | —                | —                | Comedy                 |
| 1991                                                                      | "Feel Like Change"                        | 56               | —                | —                | —                | —                | —                | 72               | —                | —                | —                | —                | Black                  |
| 1991                                                                      | "Here It Comes Again"                     | 70               | —                | —                | —                | —                | —                | —                | —                | —                | —                | —                | Black                  |
| 1991                                                                      | "Fly Up To The Moon" (feat. Sam Brown)    | —                | —                | —                | —                | —                | —                | —                | —                | —                | —                | —                | Black                  |
| 1993                                                                      | "Don't Take The Silence Too Hard"         | —                | —                | —                | —                | —                | —                | —                | —                | —                | —                | —                | Are We Having Fun Yet? |
| 1993                                                                      | "Wishing You Were Here"                   | —                | —                | —                | —                | —                | —                | —                | —                | —                | —                | —                | Are We Having Fun Yet? |
| 1993                                                                      | "Just Like Love"                          | —                | —                | —                | —                | —                | —                | —                | —                | —                | —                | —                | Are We Having Fun Yet? |
| 1994                                                                      | "Wonderful Life" (reeditat)               | 42               | 30               | —                | —                | —                | —                | —                | —                | —                | —                | —                | només senzill          |
| 2005                                                                      | Two Churches EP                           | —                | —                | —                | —                | —                | —                | —                | —                | —                | —                | —                | Between Two Churches   |
| "—" Indica publicacions que no hi són al gràfic o no van ser alliberades. |                                           |                  |                  |                  |                  |                  |                  |                  |                  |                  |                  |                  |                        |